# Oliver Massmann

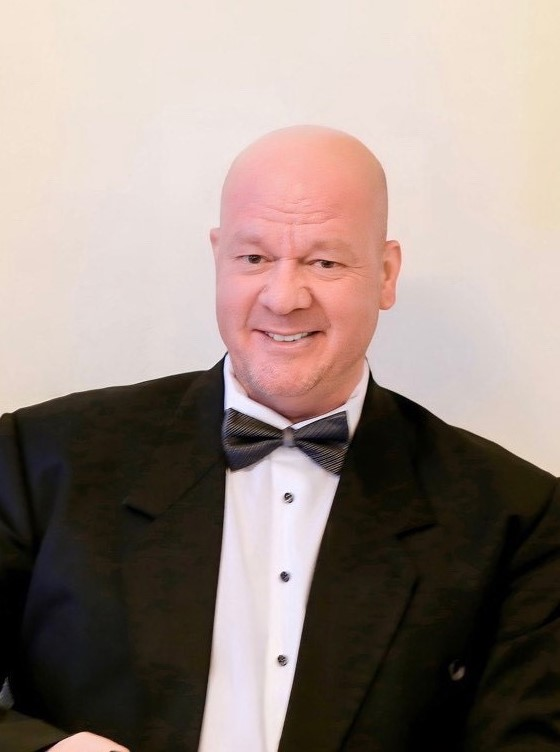
Oliver Massmann (2022)

Oliver Massmann (* 1966) ist ein deutscher Rechtsanwalt, Partner der Rechtsanwaltskanzlei Duane Morris LLP und Generaldirektor der Duane Morris LLC Vietnam.
Von 2021 bis 2023 wurde Massmann von der  Europäischen Kommission in Brüssel und der EU-Delegation in Hanoi zum federführenden Berater für den Abschluss des Freihandelsabkommens EU-Vietnam (EVFTA) ernannt.

## Leben und Ausbildung
Massmann wurde 1966 in Deutschland geboren und wuchs in Oberhausen auf.
Sein erstes Staatsexamen absolvierte er 1994 zusammen mit dem Studium der Rechtswissenschaften an der Ruhr-Universität Bochum. Im Jahr 1997 legte er das zweite Staatsexamen beim Justizministerium in Düsseldorf ab. Er erwarb seinen LLM im internationalen Steuerrecht an der St. Thomas University in Florida und wurde vom College of Birmingham als internationaler Finanzbuchhalter und Wirtschaftsprüfer zertifiziert. Zudem promovierte er im internationalen Wirtschaftsrecht.
Massmann erwarb während seines Studiums seine vietnamesischen Sprachkenntnisse durch ein Sprachprogramm eines südvietnamesischen Generals. Im Jahr 1999 zog er dauerhaft nach Vietnam und vertiefte seine Sprachkenntnisse an der Universität von Hanoi. Heute spricht er fließend Vietnamesisch.
Massmann ist verheiratet und hat zwei Kinder.

## Karriere
Massmann kam im Jahr 1991 das erste Mal nach Vietnam und begann seine juristische Karriere im Jahr 1999 bei der amerikanischen Anwaltskanzlei Baker & McKenzie in Vietnam.  Dort war er bis 2007 als Associate und später als Partner tätig.
Im Jahr 2007 wechselte Massmann als Partner zu einer anderen amerikanischen Anwaltskanzlei, Duane Morris LLP in Vietnam. Zudem ist er seither Generaldirektor von Duane Morris LLC in Vietnam.
Massmann ist seit über zwanzig Jahren im vietnamesischen Wirtschaftsrecht tätig. Er war an der Ausarbeitung des vietnamesischen Handelsgesetzbuchs beteiligt und ist der erste deutsche Anwalt mit Zulassung bei der vietnamesischen Anwaltskammer. Zu seinen Spezialgebieten gehören: internationale Unternehmensbesteuerung, Versorgungsprojekte, Telekommunikation und M&A.
Massmann hat die vietnamesische Regierung bei WTO-Verhandlungen beraten und an bilateralen Handelsabkommen der USA mitgewirkt.   Er arbeitet mit dem Ministerium für elektrische Energie in Myanmar zusammen und ist Mitglied des Vietnam International Arbitration Centre (VIAC). Im Jahr 2016 hielt er eine Rede vor der vietnamesischen Nationalversammlung in vietnamesischer Sprache.
Von 2021 bis 2023 wurde Massmann von der Europäischen Kommission in Brüssel und der EU-Delegation in Hanoi zum federführenden Berater für die Umsetzung des Freihandelsabkommens zwischen der EU und Vietnam (EVFTA) ernannt. Er war maßgeblich daran beteiligt, die vietnamesische Gesetzgebung in Einklang mit den Bestimmungen des EVFTA zu bringen.
Massmann lehrt an der European International University in Paris und der Foreign Trade University in Hanoi als Gastprofessor. Er ist zudem Vorstandsmitglied der German Business Association e.V.